# Regimentul 7 Infanterie (1916-1918)
Regimentul 7 Infanterie a fost o unitate de nivel tactic care s-a constituit la 14/27 august 1916, prin mobilizarea unităților și subunităților existente la pace aparținând de Regimentul Prahova No. 7. Regimentul a făcut parte din organica Brigăzii 9 Infanterie, fiind dislocat la pace în garnizoana Ploiești. La intrarea în război, Regimentul 7 Infanterie a fost comandat de colonelul Gheorghe Canariu. Regimentul 7 Infanterie a participat la acțiunile militare pe frontul românesc, pe toată perioada războiului, între 14/27 august 1916 - 28 ocotmbrie/11 noiembrie 1918.
Drapelul de luptă al regimentului a fost decorat cu cea mai înaltă distincție de război, Ordinul „Mihai Viteazul”, clasa III.
„Pentru vitejia și curajul remarcabil cu care ofițerii, subofițerii și soldații acestui eroic regiment au luptat în bătălia de la Mărășești din anul 1917. În dimineața zilei de 25 iulie pe când batalionul 1 ataca cu furie în direcția Moara Albă, spre a opri înaintarea inamicului, batalionul 2 izbi cu aceeași furie trupele germane ce urmăreau pe ruși și amenințau aripa dreaptă a primului batalion. În zilele de 26 și 27 iulie, regimentul a rămas neclintit sub un îngrozitor bombardament pe poziția din Pădurea Călinești și a sfărâmat repetatele atacuri inamice. În fine. în dimineața zilei de 27 iulie, Regimentul 7 Infanterie, s-a aruncat în mod strălucit la atac, împingând trupele inamice până la Valea Jugastrului, iar la 29 iulie, printr-un atac tot atât de strălucit a câștigat teren, rectificând frontul de la Viroaga din Pădurea Călinei. Un mare număr de ofițeri, subofițeri și soldați și-au sacrificat viața, însă eroicul regiment a pus stavilă înaintării forțelor covârșitoare ale inamicului.”
Înalt Decret no. 902 din 16 aprilie 1918

## Decorații
- Ordinul „Mihai Viteazul”, clasa III[3]